# Łasica tropikalna
Łasica tropikalna (Neogale africana) – gatunek małego drapieżnego ssaka z rodziny łasicowatych (Mustelidae) zamieszkujący teren lasów tropikalnych w dorzeczu Amazonki w Ameryce Południowej. Zgodnie z czerwoną księgą IUCN jest to gatunek niższego ryzyka. Pomimo swojej naukowej nazwy gatunek ten nie występuje w Afryce. Jest to mały, brązowy ssak z białym lub kremowym brzuchem przeciętym brązowym paskiem. Długość ciała 25–38 cm, ogon 10–20 cm. Mustela africana jest gatunkiem rzadko spotykanym i słabo poznanym. Zamieszkuje dziuple w pniakach drzew i żywi się gryzoniami i innymi małymi ssakami. Pierwotnie opisany w rodzaju Mustela, jednak analizy przeprowadzone w 2021 roku sugerują, że powinien być umieszczony w ponownie wskrzeszonym rodzaju Neogale wraz z czterema innymi gatunkami z rodzaju Mustela.
W obrębie tego gatunku wyróżnia się dwa podgatunki.